# 六羰基(铁唑)合铁
六羰基(铁唑)合铁是一种有机铁化合物，化学式为(η4,η2-C4H4)Fe2(CO)6，它由十二羰基三铁和噻吩（或碲吩）反应制得，该反应经过三羰基(三羰基铁杂硫杂苯)合铁中间体，脱硫后得到产物。它是单斜晶系晶体，空间群P21/c，a=11.61，b=6.40，c=16.35 Å，β=107.6°，Z=4。它和二羰基(环戊二烯基)合钴（或二羰基(环戊二烯)合铑）反应，得到环戊二烯(三羰基铁杂环戊二烯)合钴（或相应的铑衍生物）。